# 1972年夏季残疾人奥林匹克运动会新西兰代表团
1972年夏季残疾人奥林匹克运动会新西兰代表团是新西兰派出的1972年夏季残疾人奥林匹克运动会代表团。获得3枚金牌、3枚银牌和3枚铜牌。